# Arvid Werner Sundblad
Arvid Werner Sundblad, född 16 juli 1877 i Uppsala, död 20 maj 1909 i Arbrå, Hälsingland, var en svensk målare, tecknare och grafiker.
Sundblad målade oftast landskap. Han studerade på Tekniska skolan i Uppsala 1893–1895, Tekniska skolan i Stockholm (nuvarande Konstfack) 1895–1897 och sedan på Konstakademien 1897–1901

## Biografi
Arvid Werner Sundblad var son till apotekaren Adolf Wilhelm Sundblad och Ellida Georgina Kaijser. Han studerade vid Konstakademien i Stockholm 1897–1902 där han deltog i både måleri- och etsningsskolan. Efter studierna vistades han en tid i Frankrike där han umgicks med Ivar Arosenius som 1904 målade hans porträtt. Själv ställde han 1908 ut med en kolteckning som han tecknat av Arosenius under Paristiden. Vid hemkomsten till Sverige kom Sundblad att tillhöra den krets av Uppsalakonstnärer som vid Håga och andra platser utanför staden bildade ett slags svensk motsvarighet till de franska målarkolonierna. I detta konstnärliga brödraskap utgavs, med de tyska tidskrifterna Jugend och Simplicissimus som förebild,  tidskriften Med pensel och penna 1904 men redan efter fyra nummer hade redaktionen uttömt sina krafter och tidskriften lades ner. Den konstnärliga produktionen var av hög klass från omslaget och vinjetter ända ut i annonsera som fick en konstnärlig utformning. Redaktionen bestod förutom Sundblad av journalisten Erik Ljungberger, konsthistoriken Nils Sjöberg och konstnären Gusten Widerbäck. Tidskriftens första nummer skildrade i sin huvudartikel en biografi om Widerbäck som skrevs av Sundblad, för övrigt medverkade han med några vinjetter och teckningar i den tidens stil. Tillsammans med John Bauer, Arthur Sjögren, Olle Thunman och Gusten Widerbäck bildade man 1905 Konstnärslaget som genomförde gemensamma utställningar på Valands i Göteborg och Stockholm. Redan i unga år fick Sundblad upp ögonen för skönheten i Hälsinglands natur och många av hans målningar har sitt ursprung i Hälsinglands landskapsmiljöer och dess folkliv. Sundblad var från födseln sjuklig och led av dålig hälsa samt hade puckelrygg som tvingade honom att leva ett tillbakadraget liv och långa perioder bodde han hos sin syster i Arbrå. Omkring 1900 köpte hans far en gård i Arbrå där han uppförde en ateljé för sin son. Förutom utställningar med Konstnärslaget medverkade han i Konst- och industriutställningen i Norrköping 1906, utställningar i Stockholm 1908 samt tillsammans med Bror Hillgren på Hälsingestämman i Bollnäs 1909. Hans konst består av landskapsmålningar, skymningsstämningar, gamla gårdar, mörka åsar och vattenmiljöer. Sundblad är representerad vid Hälsinglands museum och Bollnäs kommuns konstsamling.